# بابلو موراليس مارثين
بابلو موراليس مارسين(إبيلا، 1830 - مدريد، 28 أكتوبر 1895) هو محامٍ وسياسي كارلي إسباني، كان مساعدًا لشقيق الصحفي سالفادور موراليس مارسين.
| بابلو موراليس مارثين       | بابلو موراليس مارثين                                 | بابلو موراليس مارثين                                 |
| معلومات شخصية              | معلومات شخصية                                        | معلومات شخصية                                        |
| -------------------------- | ---------------------------------------------------- | ---------------------------------------------------- |
| الميلاد                    | 1830 إبيلا (إسبانيا)                                 | 1830 إبيلا (إسبانيا)                                 |
| الوفاة                     | 28 من اكتوبر 1895 مدريد (إسبانيا)                    | 28 من اكتوبر 1895 مدريد (إسبانيا)                    |
| معلومات مهنية              |                                                      |                                                      |
| الوظيفة                    | محامي وسياسي                                         | محامي وسياسي                                         |
| الحروب                     | إنزال الكارليين من سان كارلو والحرب الكارلية الثالثة | إنزال الكارليين من سان كارلو والحرب الكارلية الثالثة |
| الحزب السياسي              | التيار التقليدي الكارلي                              | التيار التقليدي الكارلي                              |
| [editar datos en Wikidata] |                                                      |                                                      |

## السيرة الذاتية
ابن عقيد سابق خدم في الحرب الكارلية الأولى، وكان مساعدًا للجنرال "كوندي دي إسبانيا"، الذي كان أيضًا عرّابه. درس القانون في جامعة سرقسطة وتخرج عام 1854. عُرف بأفكاره الكارلية من خلال محاضراته وخطاباته الأدبية.

### مؤامرة سان كارلوس دي لا رابيتا
محامٍ بارز، تم اختياره عام 1857 كأمين لمجلس الوصاية برئاسة مركيز سيردايولا، والذي كان يضم الأب مالدونادو، والمركيزين دي بيّاداريس ودي بايييرموسو، والكونتين دي فوينتيس، ودي لا باتيا، ودي أورغاث، والفيكونت دي لاس طورّيس وآخرين. نظم هذه المجموعة المؤامرة التي أودت بحياة الجنرال أورتيغا عام 1860.

عند الحديث عن أحداث سان كارلوس دي لا رابيتا، قال الكاتب الليبرالي أنطونيو بيرالا في كتابه *التاريخ المعاصر*:
كان موراليس عنصرًا ذا قيمة في المؤامرة. شبابه، وذكاؤه، وحزمه منحوه الأهمية المطلوبة؛ وكان مكسبًا كبيرًا لأورتيغا. كان الجنرال رجلًا حاسمًا، عمليًا، ذا شجاعة متهورة وجرأة بلا حدود، لكنه لم يكن مفكرًا؛ كان كله عاطفة، وكان يحتاج إلى عقل، وقد وجده في موراليس.
كان بابلو موراليس روح تلك المؤامرة وتلك اللقاءات البارزة مع كبار الشخصيات الليبرالية؛ وقد عمل كثيرًا من أجل قضيته لدرجة أن المدعي بالعرش كارلوس السادس منحه صلاحيات واسعة لتشكيل مجالس في أي مكان يراه مناسبًا، وتشكيلها مع من يراهم الأكفأ لذلك، كما فوضه أيضًا بحلّ كل مجلس يراه غير ضروري أو عديم الفائدة للخدمة.
وبما أنه لم يكن هناك خطة معتمدة نهائيًا، تولى بابلو موراليس وضعها، كما أعد البرنامج السياسي، فصاغ لهذا الغرض البيان الذي كان من المقرر أن يعلنه كونت مونتمولين، والذي قدّمه له في مدينة ماينز، فوافق عليه ووقّعه دون أي اعتراض.
بعد أن تم تحديد ميناء فالنسيا كنقطة إنزال للجنرال أورتيغا، انتقل إليه موراليس لتحضير انتفاضة المدينة، فوضع نحو 400 كارلي في مشاريع السكك الحديدية وغيرها، ووفّر لهم الأسلحة التي أخرجها من المستودع، حيث بدأ هناك في إصلاح الأسلحة المعطّلة.
وبعد فشل حركة سان كارلوس دي لا رابيتا، اعتُقل موراليس ونُقل إلى مدينة طورتوسا، حيث خضع لمحكمة عسكرية حكمت عليه بالإعدام، لكنه نجا بفضل العفو العام الذي صدر لكل من تورط في تلك الأحداث بعد إعدام الجنرال خايمي أورتيغا.

### أواخر عهد الملكة إيزابيل الثانية
ما إن أُطلق سراحه، انضم بابلو موراليس إلى كونت مونتمولين ورافقه إلى إنجلترا. من اللحظة الأولى، عارض خطط شقيق المطالب بالعرش، خوان دي بوربون إي براغانزا، ورفض أي تسوية مع العدو. بعد ذلك انتقل إلى باريس، مكلفًا بجمع الموارد لتنظيم حملة على نابولي ضد فيكتور مانويل، لكنها لم تنفذ. عاد إلى مدريد بعد وفاة كارلوس السادس وشقيقه دون فرناندو.
في 1866، بطلب من ماركيز سيردانولا، وكونت فوينتس، وفرانسيسكو كابيرو، وآخرين من الكارليين البارزين، ترشح موراليس لعضوية البرلمان عن سرقسطة لشرح المبادئ الكارلية. خسر الانتخابات بفارق 14 صوتًا فقط. جميع أساتذة جامعة سرقسطة، وكانوا أساتذته سابقًا، صوّتوا له.
في 1867، عرض عليه الوزير لويس غونثاليث برافو منصب الحاكم المدني لبرشلونة. رفض المنصب، وعُرض عليه أن يختار المقاطعة التي يريدها، لكنه رفض كل العروض بسبب قناعاته الكارلية.

### في خدمة كارلوس السابع
عندما أطاحت الثورة بالملكة إيزابيل الثانية، غادر موراليس فورًا إلى الخارج، وقدم نفسه في باريس يوم 9 نوفمبر 1868 إلى كارلوس دي بوربون إي أوستريا-إستي (كارلوس السابع)، وتم تعيينه مباشرة في مجلسه الملكي، والذي كان يضم الجنرالات إيليو وتريستاني، والكونتين دي إيساورا ودي فوينتيس، وأباريسي وخيخارّو، وفيّوسلادا، وتيخادو، والماركيزين دي بالدي-إسبينا ودي تاماريت.
كان بابلو موراليس من أكثر الرجال نشاطًا في خدمة قضية دون كارلوس خلال تلك السنوات التي سبقت آخر حرب كارلية. هو من تواصل مع قادة الحزب المعتدل، لويس غونثاليث برافو، وخوان إغناسيو بيرّيث (شقيق الجنرال الكارلي إليثيو بيرّيث)، وهو من قدّمهم أولًا إلى الجنرال إيليو ثم إلى دون كارلوس.
من بين الخدمات التي قدمها موراليس رحلاته إلى مدريد والحدود للقاء بعض الجنرالات وسفره إلى البرتغال للتنسيق مع الشرعيين هناك ولقاءاته العديدة مع كابريرا في محاولة لجذبه إلى صفهم والمهمات التي كُلّف بها لدى جوزيف ماري بييتري، سكرتير نابليون الثالث وخصوصًا لقاءاته مع بييتري في سانت-كلود قبيل اندلاع الحرب الفرنسية البروسية
رشحته اللجنة المركزية الكاثوليكية الملكية نائبًا في البرلمان عن أوريهويلا، لكن الانتخابات أُلغيت بسبب عدد القتلى والجرحى.
في عام 1869، أبدى موراليس عدم ثقته في عدد من الرجال الذين انضموا لاحقًا إلى صفوف العدو أو عقدوا تسويات معه علنًا أو ضمنًا.
وفي عام 1870، كلف دون كارلوس كلًا من أباريسي إي خيخارّو، موراليس، كومين، لا أوس، وفيلدوسولا بكتابة تقارير عن أنسب شكل للتنظيم السياسي والإداري في إسبانيا، بهدف استخدامها لاحقًا كأساس لإعادة تنظيم البلاد. وبعد مناقشة التقارير أمام دون كارلوس، تمت الموافقة على تقرير موراليس، وقد علق عليه لويس غونثاليث برافو.

عين دون كارلوس موراليس أيضًا عضوًا في لجنة تصنيف القادة والضباط. حضر موراليس اجتماع فيفي الشهير، وكان يعمل بنشاط كبير. وبعد أن احتُجز عدة مرات، أصبح أول كارلي يُطرد من فرنسا بطلب من الجنرال بريم، الذي عرفه جيدًا منذ مؤامرة سان كارلوس دي لا رابيتا، وكان وزير الداخلية قد كتب إلى دوق شوازيه:
"لا يمكن السماح له بالبقاء في فرنسا، لأنه أخطر وأشغب كارلي على الإطلاق".

### الحرب الكارلية الثالثة
استجابة لدعوة من دون كارلوس، قدّم موراليس نفسه في سبتمبر 1873 إلى الملك، ورافقه في الشمال، وكان من أبرز المساهمين في تأسيس "المقر الملكي"، الذي أدار شؤونه في البداية شقيقه، سالفادور موراليس.كما لعب بابلو موراليس دورًا كبيرًا في تنظيم الهيئة الإدارية للجيش الكارلي وخدمات التلغراف والبريد والسكك الحديدية والمحاكم والمؤسسات التعليمية وشراء الأسلحة.
في مجلس الجنرالات الذي عُقد في بلماسيدا برئاسة دون كارلوس، عرض موراليس خطة عمليات، دعمها دوق لاروثا ودورريغاراي، وكانت سببًا في تشكيل الفرقة الاستكشافية القشتالية.
في أبريل 1874، وبعد إنشاء ثلاث وزارات: وزارة الحرب والدولة والعدل، وزارة الحكم السياسي، ووزارة المالية، بقي موراليس إلى جانب دون كارلوس مستشارًا عامًا لجلالته، حتى خرج في يونيو من نفس العام إلى الخارج، بتكليف للتفاوض مع الشرعيين في عدة دول لجمع الموارد والأسلحة والذخيرة.
عاد إلى الشمال في يناير 1875، ثم غادر مجددًا في مهمات رسمية قادته إلى إنجلترا وفرنسا وإيطاليا، وكان في إيطاليا عندما انتهت الحرب. سافر بعدها فورًا إلى باريس للقاء دون كارلوس، ثم عاد إلى إسبانيا، دون أن يعترف بملكية ألفونسو الثاني عشر.
ظل بابلو موراليس بعد الحرب وفيًا تمامًا للقضية الكارلية، وأمضى فترات في المنفى إلى جانب دون كارلوس، الذي عبّر له عن تقديره الكبير لخدماته. بحسب صحيفة "البريد الإسباني"، لم يشجع موراليس أبدًا على الانقسام أو الخلافات، بل على العكس، قاومها دائمًا، وتميز بالتزامه الصارم بأقصى درجات الانضباط.
بعد إعادة تنظيم التيار التقليدي الكارلي بعد الحرب، تولى بابلو موراليس رئاسة اللجنة الإقليمية في مدريد، وكان من أشد المتعاونين حماسًا مع المركيز دي ثيرالبو في تنظيم العمل السياسي الكارلي في العاصمة. كان أمله الأكبر هو إنجاح مرشح كارلي كنائب عن مدريد. لكن طموحاته تجاوزت ذلك بكثير، وكان يرى في نهاية طريقه السياسي تحقيق الحلم الذي كرس له حياته، وبعده لم يكن ينتظر سوى أن يموت وضميره مرتاح.

قال في أحد المرات:
"لقد عشت حياة طويلة من التضحيات؛ تخلّيت عن المناصب اللامعة التي كان يمكن أن أحصل عليها مع السياسة الليبرالية. لكن في المقابل، صنعت لنفسي مسارًا يمنحني راحة الضمير. وأعتقد أنه الأفضل."
توفي بابلو موراليس في إحدى غرف فندق دي أوريينتي، حيث كان يقيم. بعد وفاته، خصصت له صحيفة "البريد الإسباني" الكارلية نعيًا مطولًا.